# Atair (Schiff, 1987)
Die Atair ist ein ehemaliges Vermessungs-, Wracksuch- und Forschungsschiff des Bundesamtes für Seeschifffahrt und Hydrographie (BSH) in Hamburg. Es wurde 2020 durch einen gleichnamigen Neubau ersetzt.

## Geschichte
Das Schiff wurde unter der Baunummer 1521 auf der Kröger-Werft in Schacht-Audorf bei Rendsburg gebaut. Die Baukosten beliefen sich auf 27,9 Millionen DM.
Die Kiellegung fand am 2. September 1986, der Stapellauf am 24. April 1987 statt. Taufpatin war Herta Dollinger, die Frau des damaligen Bundesministers für Verkehr, Werner Dollinger. Das Schiff wurde im Juli 1987 fertiggestellt und im August in Dienst gestellt.
Namensgeber des Schiffes ist der Stern Atair (auch Altair), der hellste Stern im Sternbild Adler. Es ist das dritte Schiff mit diesem Namen bei der Bundesbehörde.
Ende 2020 wurde die Atair außer Dienst gestellt und im Februar 2021 für 450.000 Euro über die VEBEG versteigert.

## Technische Daten
Das Schiff wird von einem Siemens-Elektromotor mit 600 kW Leistung angetrieben, der auf einen Festpropeller wirkt. Das Schiff erreicht damit eine Geschwindigkeit von 11 kn. Für die Stromversorgung des Fahrmotors und des elektrischen Bordnetzes stehen zwei Dieselgeneratoren mit jeweils 463 kW Leistung (Scheinleistung: 640 kVA) zur Verfügung. Als Hafengenerator ist ein Dieselgenerator mit 103,8 kW Leistung (Scheinleistung: 177 kVA), als Notgenerator ein Dieselgenerator mit 10,6 kW Leistung (Scheinleistung: 10 kVA) verbaut. Die Motoren werden inzwischen mit synthetischem GtL-Treibstoff betrieben. Dieser ist schwefelfrei, wodurch bessere Abgaswerte als bei herkömmlichen Dieselkraftstoffen erreicht werden.
Das Schiff ist mit einem Bugstrahlruder mit 400 kW Leistung ausgestattet.
Der Rumpf des Schiffes ist eisverstärkt. Das Schiff ist mit der Eisklasse „E“ klassifiziert.
Das Schiff ist mit verschiedenen Kranen und Winden ausgerüstet. So befindet sich ein Arbeitskran mit einer Ausladung von 12,5 m an Bord, weiterhin ein Seitenausleger und mehrere Davits.

## Einsatz
Das Schiff wird überwiegend für Vermessungs- und Wracksucharbeiten sowie für Wartungsarbeiten an den Seegangsmessbojen und BSH-Messnetzstationen in der deutschen Ausschließlichen Wirtschaftszone der Nord- und Ostsee eingesetzt. Dafür verfügt das Schiff über entsprechende Geräte wie Vertikal- und Fächerecholote sowie Sonaranlagen.
Das Schiff ist zusätzlich mit zwei flachgehenden, 7,4 Meter langen Vermessungsbooten ausgerüstet, die ebenfalls komplett mit Echoloten und Datenakquisitionsanlagen ausgerüstet sind, um selbstständig in flachen Gewässern operieren zu können. Weiterhin befindet sich eine komplette Tauchausrüstung an Bord, so dass Taucheinsätze sowohl vom Schiff als auch von einem Vermessungsboot möglich sind. Die Atair ist mit einem ROV ausgerüstet.
An Bord des Schiffes befinden sich mehrere Labore und wissenschaftliche Räume. Stellplätze für zusätzliche Laborcontainer sind vorhanden. So können zwei 20-Fuß-Container übereinander und ein 10-Fuß-Container geladen werden, bei Weglassen der Boote zusätzlich zwei weitere 10-Fuß-Container.
An Bord ist Platz für 16 Besatzungsmitglieder sowie sieben Wissenschaftler.
Haupteinsatzgebiet war die deutsche Nordseeküste mit ihren Flussmündungen, die Zwölfmeilenzone sowie die deutsche ausschließliche Wirtschaftszone in der Nordsee.
Die Atair legte in ihren ersten 15 Dienstjahren bis August 2002 rund 150.000 Seemeilen zurück und fand 311 bis dahin unbekannte Unterwasserhindernisse.

## Verbleib des Schiffes
Das Schiff wurde im Februar 2021 durch das niederländische Unternehmen Redwise Maritime Services ersteigert. Das Unternehmen brachte das Schiff als Arctic unter der Flagge der Niederlande und will es im Offshore-Bereich einsetzen.

## Weitere Schiffe der Flotte
Weitere Schiffe der BSH-Flotte sind
- Vermessungs-, Wracksuch- und Forschungsschiff Deneb
- Vermessungs-, Wracksuch- und Forschungsschiff Wega
- Vermessungsschiff Capella
- Vermessungsschiff Komet